# Andrej Šťastný
Andrej Šťastný (* 24. Januar 1991 in Považská Bystrica) ist ein slowakischer Eishockeyspieler, der zuletzt beim HC Dukla Trenčín in der slowakischen Extraliga unter Vertrag stand.

## Karriere
Šťastný spielte in seiner Jugend ab 2005 bei seinem Heimatverein HK 95 Považská Bystrica. Seine punktbeste Saison hatte er in der Spielzeit 2007/08, als er in 54 Spielen 73 Scorerpunkte erzielte. Zu Beginn der Saison 2008/09 wechselte der Stürmer in die Nachwuchsabteilung von Ligakonkurrent HC Dukla Trenčín. In Trenčín blieb Šťastný für ein Jahr und erzielte dabei in 51 Partien 51 Punkte. Ab der Saison 2009/10 spielte er für HK Orange 20, dem Ligateam der slowakischen U20-Nationalmannschaft, in Slowakeis höchster Spielklasse, der Extraliga. Dort blieb der Linksschütze bis zur Mitte der Spielzeit 2010/11.
Beim CHL Import Draft 2010 wurde Šťastný an der 57. Position von den Saskatoon Blades aus der Western Hockey League ausgewählt. Nachdem sich der Spieler und der Verein nicht auf einen Wechsel nach Nordamerika einigen konnten, gaben die Blades die Verhandlungsrechte an Šťastný auf. Die Vancouver Giants nahmen im Oktober 2010 Šťastný unter Vertrag. Im Januar 2011 wechselte der Angreifer schließlich in die Western Hockey League zu den Giants und absolvierte in der Saison 2010/11 noch 32 Partien, in denen er 10 Tore und insgesamt 30 Punkte erzielte. In den anschließenden Play-offs schieden die Vancouver Giants in der ersten Runde gegen die Tri-City Americans aus.
Nach der Spielzeit wechselte Šťastný zurück in seine Heimat und unterschrieb einen Vertrag bei HC Dukla Trenčín. Im Juli 2012 erhielt er einen Probevertrag beim neuen KHL-Teilnehmer HC Slovan Bratislava, der einen Monat später bis 2014 verlängert wurde.
Ab August 2018 stand Šťastný beim HC 05 Banská Bystrica unter Vertrag, mit dem er 2019 die slowakische Meisterschaft gewann. Im November des gleichen Jahres verließ er den HC 05 und wechselte zum HKm Zvolen. Anschließend war er eine Saison für den HK Nitra aktiv, ehe er vom Eishockey pausierte. In der Saison 2022/23 lief er erneut für Dukla Trenčín auf.

### International
Andrej Šťastný vertrat die slowakische Nationalmannschaft erstmals bei der U18-Junioren-Weltmeisterschaft 2009. Weitere Einsätze hatte der Center bei den U20-Junioren-Weltmeisterschaften 2010 und 2011. Bei allen drei Wettbewerben kamen die Slowaken nicht über die Vorrunde hinaus.

## Erfolge und Auszeichnungen
- 2019 Slowakischer Meister mit dem HC 05 Banská Bystrica

## Karrierestatistik

### International
(Legende zur Spielerstatistik: Sp oder GP = absolvierte Spiele; T oder G = erzielte Tore; V oder A = erzielte Assists; Pkt oder Pts = erzielte Scorerpunkte; SM oder PIM = erhaltene Strafminuten; +/− = Plus/Minus-Bilanz; PP = erzielte Überzahltore; SH = erzielte Unterzahltore; GW = erzielte Siegtore; 1 Play-downs/Relegation; Kursiv: Statistik nicht vollständig)